# Nivillac
Nivillac é uma comuna francesa na região administrativa da Bretanha, no departamento Morbihan. Estende-se por uma área de 55,38 km². Em 2010 a comuna tinha 4 730 habitantes (densidade: 85,4 hab./km²).